# Jan-Olof Wannius
Jan-Olof ”Jana” Wannius, född 15 maj 1942 i Stockholm, är en svensk ryttare. Han tävlade i den individuella hoppningen vid olympiska sommarspelen 1976. Han har vunnit svenska mästerskapen i hoppning fyra gånger. 1983 tillträdde Jan-Olof posten som Show Director för Falsterbotävlingarna som 1986 blev Falsterbo Horse Show.
2025 valde Wannius i sin roll som ordförande för Falsterbo Horse Show att teckna sponsoravtal med Al Shira’aa Stables som leds av schejka Fatima bint Hazza bin Zayed al Nahyan från Abu Dhabis kungafamilj, och bytte namn på tävlingen till Al Shira’aa Falsterbo Horse Show, vilket kritiserades i svensk media med hänvisning till brister i hästvälfärd och mänskliga rättigheter i det landet.
Den 27 mars 2025 meddelades det i ett pressmeddelande att samarbetet avslutas efter ett gemensamt beslut mellan parterna. Ordföranden i organisationskommittén, Jana Wannius, uppgav att hat och hot riktade mot både sponsorn, honom själv och andra medarbetare låg till grund för beslutet.